# Joseph Blackmore
Joseph Blackmore (Sidcup, 23 febbraio 2003) è un ciclista su strada, ciclocrossista e mountain biker britannico che corre per il team Israel-Premier Tech.

## Palmarès

### Strada
- 2024 (Israel-Premier Tech/Israel-Premier Tech Academy, nove vittorie)

6ª tappa Tour du Rwanda (Musanze > Monte Kigali)
8ª tappa Tour du Rwanda (Kigali > Kigali)
Classifica generale Tour du Rwanda
Classifica generale Tour de Taiwan
4ª tappa Circuit des Ardennes (Sedan > Sedan)
Classifica generale Circuit des Ardennes
Liegi-Bastogne-Liegi Under-23
3ª tappa Tour de l'Avenir (Peisey-Vallandry > La Rosière)
Classifica generale Tour de l'Avenir

#### Altri successi
- 2024 (Israel-Premier Tech Academy)

Classifica a punti Circuit des Ardennes
Classifica giovani Circuit des Ardennes
Classifica a punti Tour de l'Avenir
- 2025 (Israel-Premier Tech)

Classifica a punti Tour des Alpes-Maritimes

### Cross
- 2021-2022

National Trophy Series Round, 2ª prova (Milnthorpe)
- 2022-2023

Clanfield Cross, (Clanfield)
Campionati britannici, Under-23

### Mountain bike
- 2023

2ª prova National Cross Country Series, Cross country Elite (Margam)
Campionati britannici, Cross country Under-23

## Piazzamenti

### Grandi Giri
- Tour de France

2025: 48º

### Classiche monumento
- Giro delle Fiandre

2025: 40º
- Liegi-Bastogne-Liegi

2025: 32º

### Competizioni mondiali
- Campionati del mondo su strada

Zurigo 2024 - In linea Under-23: 5º
- Campionati del mondo di ciclocross

Fayetteville 2022 - Under-23: 14º
Hoogerheide 2023 - Under-23: 10º
Hoogerheide 2023 - Staffetta: 2º
- Campionati del mondo di mountain bike

Val di Sole 2021 - Cross country Junior: 28º
Les Gets 2022 - Cross country Under-23: 17º
Glasgow 2023 - Cross country Under-23: 13º

### Competizioni continentali
- Campionati europei di ciclocross

Drenthe-Col du VAM 2021 - Under-23: 12º
- Campionati europei di mountain bike

Anadia 2022 - Staffetta: 5º
Anadia 2022 - Cross country Under-23: 25º
Romania 2024 - Cross country short track: 8º